# Švýcarsko na Letních olympijských hrách 2000
Švýcarsko se účastnilo Letní olympiády 2000. Zastupovalo ho 102 sportovců (64 mužů a 38 žen) v 19 sportech.

## Medailisté
| Medaile | Jméno                                                        | Sport             | Soutěž                            |
| ------- | ------------------------------------------------------------ | ----------------- | --------------------------------- |
| Zlato   | Brigitte McMahonová                                          | Triatlon          | Ženy jednotlivci                  |
| Stříbro | Barbara Blatter                                              | Cyklistika        | Ženy cross country                |
| Stříbro | Markus Fuchs Beat Mändli Lesley McNaught Willi Melliger      | Jezdectví         | Družstvo parkurové skákání        |
| Stříbro | Gianna Hablützelová-Bürkiová                                 | Šerm              | Ženy kord                         |
| Stříbro | Gianna Hablützelová-Bürkiová Sophie Lamon Diana Romagnoliová | Šerm              | Družstvo žen kord                 |
| Stříbro | Xeno Müller                                                  | Veslování         | Muži skif                         |
| Stříbro | Michel Ansermet                                              | Sportovní střelba | Muži 25 metrů rychlopalná pistole |
| Bronz   | Magali Messmerová                                            | Triatlon          | Ženy jednotlivci                  |
| Bronz   | Christoph Sauser                                             | Cyklistika        | Muži cross country                |